# Kamikos
Kamikos ist nach der griechischen Mythologie eine Hauptstadt der Sikanen auf Sizilien. Dort soll Daidalos für den Sikanerkönig Kokalos die Festungsanlage errichtet haben. 
Die Lage von Kamikos wird bei dem Ort Sant’Angelo Muxaro vermutet. Von der Burg hat man zwar noch keine Spuren gefunden, aber die nahe dem Ort gelegene Nekropole mit aus dem Fels gehauenen Kuppelgräbern lässt auf eine bedeutende Siedlung während der späten Bronzezeit und der Eisenzeit schließen.
Koordinaten: 37° 28′ 51″ N, 13° 32′ 47″ O